# Tigidia alluaudi
Tigidia alluaudi is een spinnensoort uit de familie Barychelidae. De soort komt voor in Madagaskar.